# Второй эдирнский индицент
Второй эдирнский индицент (тур. İkinci Edirne Vakası; болг. Втори одрински инцидент) — вооруженное противостояние в Восточной Фракии, произошедшее летом 1806 года между новыми войсками Низам-и Джедида османского султана Селима III и коалицией балканских подданных султана во главе с местными аянами, поддержанными янычарскими гарнизонов региона.

## История
Начиная с заключения Ясского мирного договора и до завершения его действия в 1806 году, когда началась очередная русско-турецкая война, все европейские османские владения были охвачены курджалийскими беспорядками. В это же время вспыхнуло так называемое первое сербское восстание и в качестве региональных лидеров-аянов выделились фигуры Османа Пазвантоглу и Али-паши Янинского. Объединила повстанцев их кровная ненависть к новой армии Низам-и Джедид.
Селим III всеми силами упорно пытался навязать в Румелии новый порядок Низам-и Джедид. Для этого в Константинополе было собрано 10-12 тысяч низамов (новых воинов) из Анатолии. Командиры анатолийских низамов Кады-паша, Чапаноглу и Караосманоглу сумели объединить около 15 тысяч низамов и по плану в конце мая должны были отправиться в Эдирне, где, объединились с 45 тысячами румелийцев, должны были вести боевую подготовку новой армии. Одновременно шли разговоры об упразднении янычарского корпуса. Однако Порта не знала, что янычары организовали тайный заговор, чтобы противостоять готовившейся им на смену «новой армии».
Кады-паша прибыл в Эдирне 3 июля со своими низамами, что послужило сигналом к началу волнений. Эдирнские янычары при поддержке местных властей и многочисленных жителей окрестностей овладели крепостью и выставили артиллерию по дороге, идущей из Константинополя. Эти действия были незамедлительно поддержаны общим командованием по военной мобилизации всей Румелии. Селим III, узнав о происходящем от шпионов, тут же приказал Кады-паше со своими низамами отступать к Чорлу. Однако за этим последовали ещё большие проблемы — собственные низамы Кады-паши восстали против него, и паша был вынужден спасать свою жизнь вместе с жизнью наиболее верных соратников, бежав в Силиври и предварительно для большей безопасности уничтожил военные склады в Чорлу, чтобы они не попали в руки повстанцев.
Второй инцидент в Эдирне окончательно уничтожил оставшуюся власть Селима III, а последующий захват Тенедоса послужил предлогом для последующего восстания ямаков.